# 60 Dias Apaixonado
60 Dias Apaixonado é o sexto álbum de estúdio da dupla sertaneja brasileira Chitãozinho & Xororó, lançado em 1979 pela Copacabana. Foi com esse álbum que a dupla conseguiu se consagrar de vez, vendendo cerca de 180 mil cópias e conseguindo o primeiro disco de ouro da carreira.

## Faixas
| N.º | Título                           | Compositor(es)                             | Duração |  |
| 1.  | "Tudo Está Desarrumado"          | Darci Rossi / Marciano                     | 2:37    |  |
| 2.  | "Cama de Casal"                  | Duduca / Laureano Cruz                     | 2:34    |  |
| 3.  | "60 Dias Apaixonado"             | Darci Rossi / Constantino Mendes           | 2:17    |  |
| 4.  | "Nosso Filho Com Quem Vai Ficar" | Darci Rossi / Marciano                     | 2:53    |  |
| 5.  | "Tarde Demais"                   | Odilson de Souza                           | 2:24    |  |
| 6.  | "Motivo de Saudade"              | Nonô Basílio                               | 3:25    |  |
| 7.  | "Ninguém Quis Dormir"            | Darci Rossi / Chitãozinho                  | 3:09    |  |
| 8.  | "Noites do Passado"              | Darci Rossi / Waldemar de Freitas Assunção | 2:26    |  |
| 9.  | "O Direito de Amar"              | Laureano Cruz / José Homero                | 3:02    |  |
| 10. | "Pensando em Voltar"             | Darci Rossi / Marciano                     | 2:20    |  |
| 11. | "Amor Perigoso"                  | Darci Rossi / Xororó / Bekekê              | 2:19    |  |
| 12. | "Chorando Espero"                | Meirinho                                   | 3:00    |  |

## Certificações
| Brasil (ABPD)                             | Ouro | 1979 | 180.000* |
| *número de vendas baseado na certificação |      |      |          |